# Barraca A-02
La barraca A-02 és una barraca de vinya del municipi de Subirats (Alt Penedès), situada a les vinyes de Can Milà, entre Sant Pau d'Ordal i Lavern.
És una construcció aixecada en pedra seca, de planta circular i forma troncocònica, de 3,70 x 3,50 m de diàmetre a la base i una alçada màxima de 2,55 m, amb un contrafort al lateral esquerre i posterior. La construcció és de la tipologia de sostre de falsa cúpula. El portal, de llinda simple, està orientat al sud, té una alçada de 120 cm, una amplada de 55 cm i un gruix de 55 cm.
El codi utilitzat en la denominació d'aquesta barraca (lletra + número) procedeix d'un estudi realitzat per Araceli Soler i Jaume Rovira, que intenta sistematitzar la informació sobre aquests elements arquitectònics al terme de Subirats.